# رنتول (کانزاس)
رنتول (به انگلیسی: Rantoul) شهری در ایالت کانزاس کشور ایالات متحده آمریکا است که جمعیت آن در سرشماری سال ۲۰۱۰ میلادی، ۱۸۴ نفر بوده‌است.